# Villiers-le-Mahieu
Pour les articles homonymes, voir Villiers.
Villiers-le-Mahieu est une commune française située dans le département des Yvelines, en région Île-de-France.

## Géographie

### Situation
Villiers-le-Mahieu est une commune périurbaine résidentielle  des Yvelines, située à 11 km  à vol d'oiseau au sud d'Épône, 24 km à l'ouest de Saint-Germain-en-Laye, 19 km au nord-ouest de Trappes, 24 km au nord de Rambouillet et 32 km au nord-est de Dreux.
Le tracé de l'aqueduc de l'Avre est suivi par le sentier de grande randonnée GR 11.
Elle se trouve dans l'aire d'attraction de Paris, dans la zone d'emploi de Versailles-Saint-Quentin et dans le bassin de vie d'Épône.

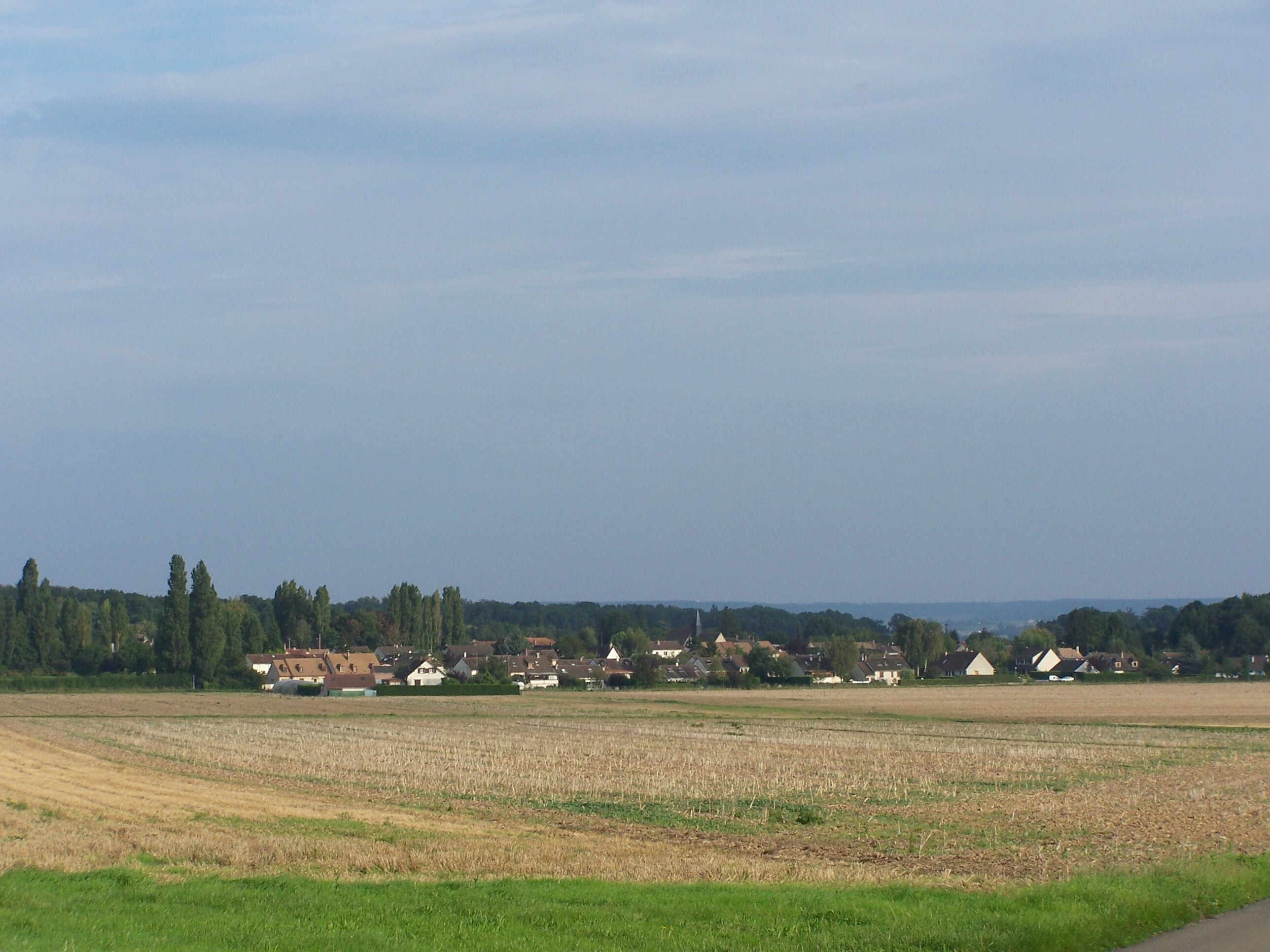
Vue générale.

### Communes limitrophes
|             | Goupillières       | Thoiry     |
| Flexanville | Villiers-le-Mahieu |            |
|             | Garancières        | Autouillet |

### Géographie et relief
La superficie de la commune est de 6,77 km2 ; son altitude varie de 94  à   169 mètres.
Le territoire communal, sans relief très marqué est en pente légère vers le sud.

### Hydrographie

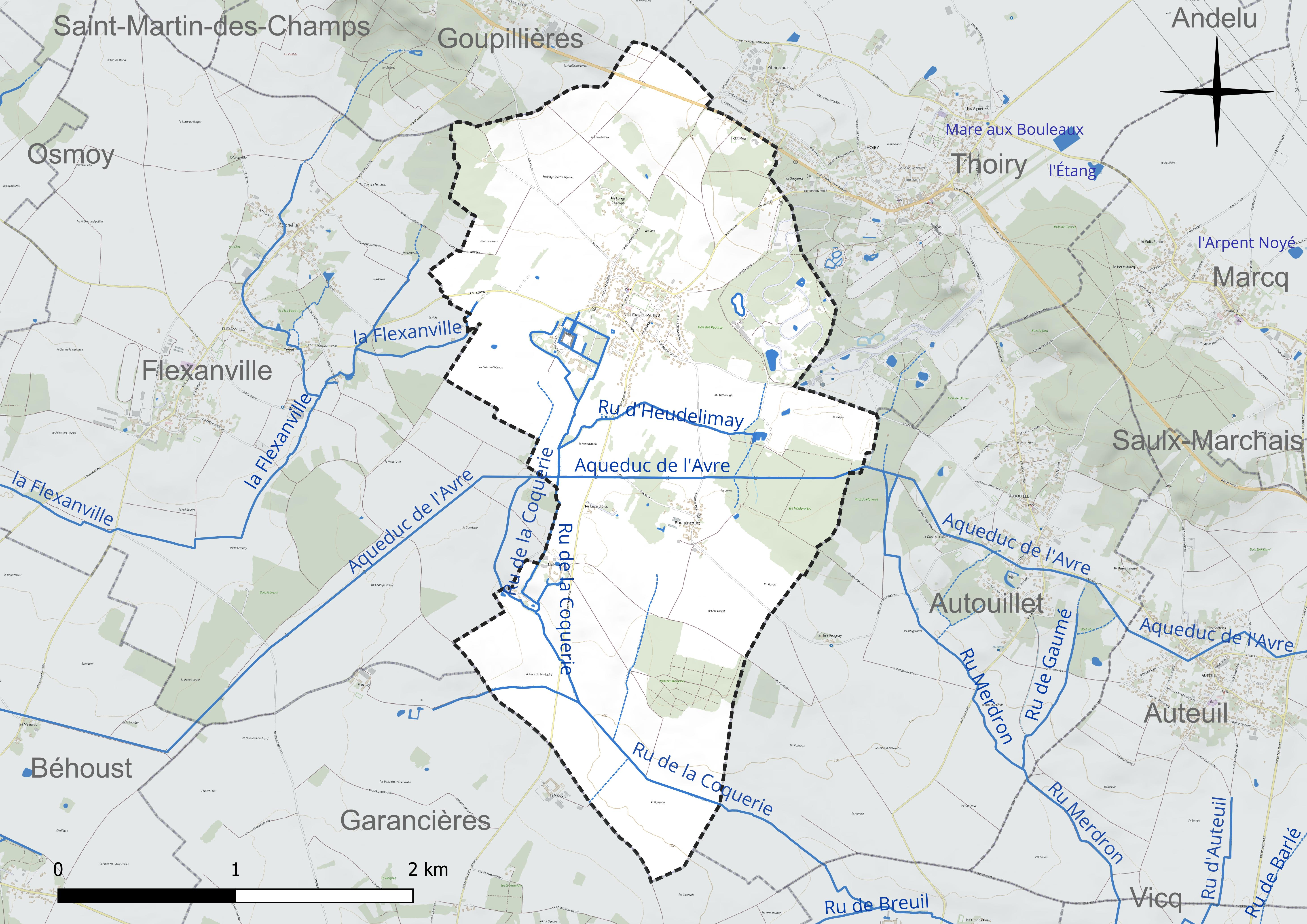
Carte hydrographique de la commune.

Le territoire communal est drainé par le ru d'Heudelimay, sous affluent du Lieutel.
La commune est traversée dans le sens ouest-est, entre le bourg et le hameau de Boulaincourt, par l'aqueduc de l'Avre.

### Climat
Pour des articles plus généraux, voir Climat de l'Île-de-France et Climat des Yvelines.
En 2010, le climat de la commune est de type climat océanique dégradé des plaines du Centre et du Nord, selon une étude du CNRS s'appuyant sur une série de données couvrant la période 1971-2000. En 2020, Météo-France publie une typologie des climats de la France métropolitaine dans laquelle la commune est exposée à un climat océanique et est dans la région climatique Sud-ouest du bassin Parisien, caractérisée par une faible pluviométrie, notamment au printemps (120 à 150 mm) et un hiver froid (3,5 °C).
Pour la période 1971-2000, la température annuelle moyenne est de 10,5 °C, avec une amplitude thermique annuelle de 14,7 °C. Le cumul annuel moyen de précipitations est de 674 mm, avec 10,9 jours de précipitations en janvier et 7,9 jours en juillet. Pour la période 1991-2020, la température moyenne annuelle observée sur la station météorologique la plus proche, située sur la commune de Maule à 9 km à vol d'oiseau, est de 11,8 °C et le cumul annuel moyen de précipitations est de 677,0 mm,. Pour l'avenir, les paramètres climatiques de la commune estimés pour 2050 selon différents scénarios d'émission de gaz à effet de serre sont consultables sur un site dédié publié par Météo-France en novembre 2022.

### Paysages
La commune a un territoire essentiellement rural (à près de 90 %) consacré principalement à l'agriculture et en partie boisé. Plusieurs bois dispersés dans la commune recouvrent environ 25 % du territoire. Il englobe une partie du parc animalier de Thoiry.

## Urbanisme

### Typologie
Au 1er janvier 2024, Villiers-le-Mahieu est catégorisée bourg rural, selon la nouvelle grille communale de densité à sept niveaux définie par l'Insee en 2022.
Elle est située hors unité urbaine. Par ailleurs la commune fait partie de l'aire d'attraction de Paris, dont elle est une commune de la couronne,. Cette aire regroupe 1 929 communes,.

### Occupation des sols

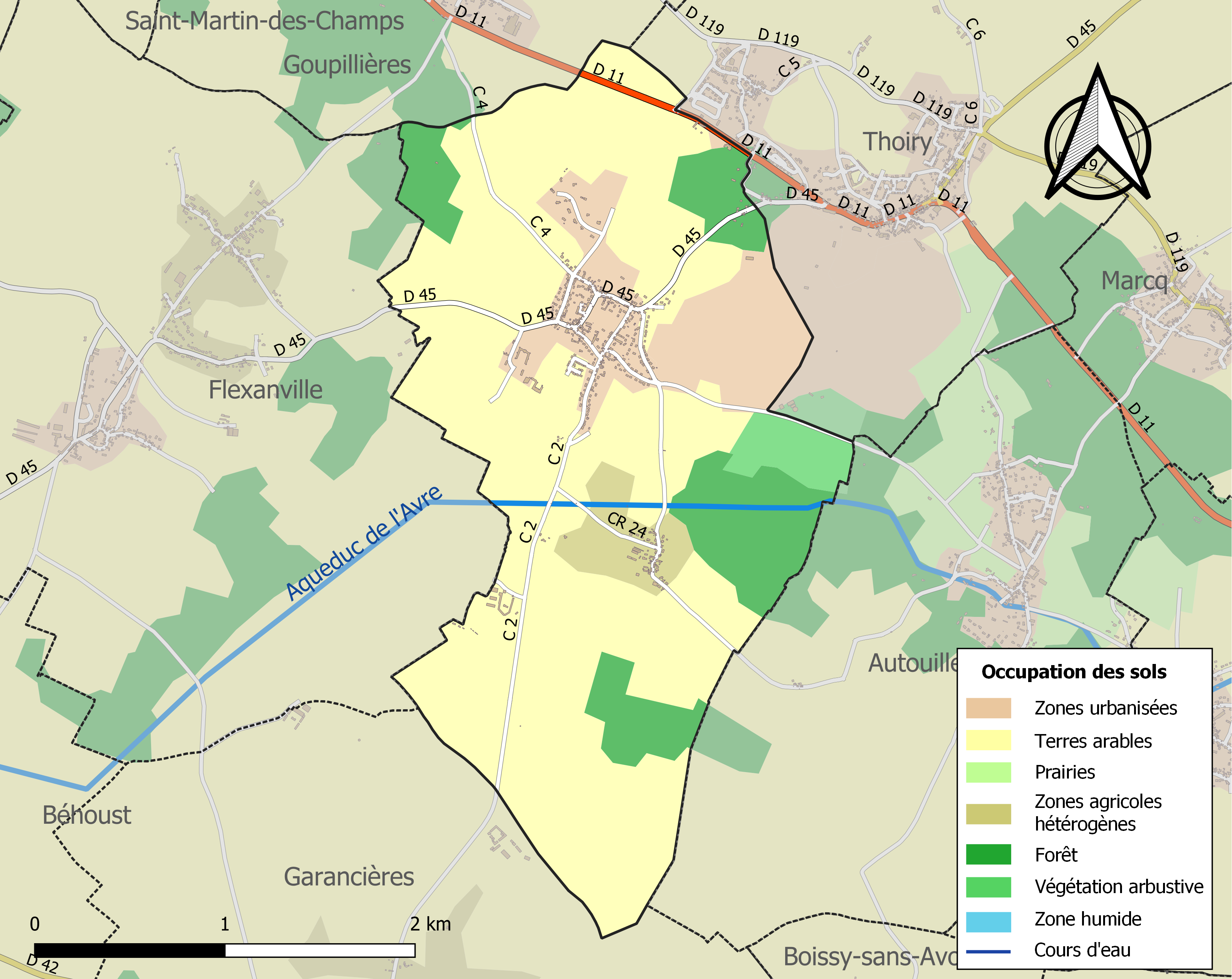
Carte des infrastructures et de l'occupation des sols de la commune en 2018 (CLC).

Le territoire de la commune se compose en 2017 de 84.59 % d'espaces agricoles, forestiers et naturels, 9.36 % d'espaces ouverts artificialisés et 6.06 % d'espaces construits artificialisés.

### Morphologie urbaine
L'habitat est concentré dans le bourg, proche du château et dans le hameau de Boulaincourt plus au sud.

### Habitat et logement
En 2021, le nombre total de logements dans la commune était de 332, alors qu'il était de 284 en 2016 et de 274 en 2011.
Parmi ces logements, 95,2 % étaient des résidences principales, 2,4 % des résidences secondaires et 2,4 % des logements vacants. Ces logements étaient pour 97,6 % d'entre eux des maisons individuelles et pour 2,2 % des appartements.
Le tableau ci-dessous présente la typologie des logements à Villiers-le-Mahieu en 2021 en comparaison avec celle des Yvelines et de la France entière. Une caractéristique marquante du parc de logements est ainsi la faible proportion des résidences secondaires et logements occasionnels (2,4 %) par rapport au département (2,6 %) et à la France entière (9,7 %).
| Typologie                                               | Villiers-le-Mahieu | Yvelines | France entière |
| ------------------------------------------------------- | ------------------ | -------- | -------------- |
| Résidences principales (en %)                           | 95,2               | 91,1     | 82,2           |
| Résidences secondaires et logements occasionnels (en %) | 2,4                | 2,6      | 9,7            |
| Logements vacants (en %)                                | 2,4                | 6,3      | 8,1            |

### Transports et voies de communications
La desserte routière est assurée par la route départementale 45, qui relie Orgeval à Richebourg via Thoiry, et par la voirie locale.
La commune est desservie par les lignes 35, 40, 41 et 55 du réseau de bus Centre et Sud Yvelines.
La station de chemin de fer la plus proche est la gare de Garancières - La Queue, située à 5 km de la commune et qui est desservie  par des trains de la ligne N du Transilien (branche Paris - Dreux),

## Toponymie
Les premiers écrits mentionnant l'existence du village datent de l'an 768 (Villare) . Au cours de la Révolution française, la commune porte provisoirement le nom de Villiers le Voltaire en 1789. En 1793, le nom de la commune était Villers le Maheu, Villiers-le-Mahieu en 1801.
Villiers du bas-latin villare dérivé de villa  entré en composition, nous le savons, avec des noms de personnes antéposés, indice de formation du haut Moyen-Âge. Mahieu est un ancien prénom du Moyen Âge, représentant la forme populaire de Mathieu.

## Histoire

### Préhistoire
Les premiers Mahieutins ont été des hommes du Néolithique comme en témoignent les différents silex taillés et polis retrouvés sur le territoire de la commune.

### Moyen Âge
À partir de cette époque, on peut suivre son évolution à travers l'histoire des différentes familles des seigneurs des lieux (familles de Maselant, de Mesnil-Simon, de Bullion, de la Haye, de Vaultier...).
Les archives des différentes abbayes qui ont possédé des propriétés à Villiers (les abbayes de Saint-Germain des Prés, de Saint-Denis ou de Neauphle-le-Vieux) fournissent aussi de précieux renseignements.
L'agriculture a longtemps été la principale activité du village.
La campagne était couverte de vignes et les vignerons étaient nombreux, comme en témoignent les registres d'état-civil.

## Politique et administration

### Rattachements administratifs et électoraux

#### Rattachements administratifs
Antérieurement à la loi du 10 juillet 1964, la commune faisait partie du département de Seine-et-Oise. La réorganisation de la région parisienne en 1964 fit que la commune appartient désormais au département des Yvelines et à son arrondissement de Rambouillet après un transfert administratif effectif au 1er janvier 1968.
Elle faisait partie depuis 1801 du canton de Montfort-l'Amaury de Seine-et-Oise puis des Yvelines. Dans le cadre du redécoupage cantonal de 2014 en France, cette circonscription administrative territoriale a disparu, et le canton n'est plus qu'une circonscription électorale.

#### Rattachements électoraux
Pour les élections départementales, la commune est membre depuis 2014 du canton d'Aubergenville.
Pour l'élection des députés, elle fait partie de la douzième circonscription des Yvelines.

### Intercommunalité
Conformément aux prescriptions de la loi de réforme des collectivités territoriales du 16 décembre 2010, qui a prévu le renforcement et la simplification des intercommunalités et la constitution de structures intercommunales de grande taille, Villiers-le-Mahieu est membre depuis 2014 de la communauté de communes Cœur d'Yvelines, un établissement public de coopération intercommunale (EPCI) à fiscalité propre créé fin 2004 et auquel la commune avait transféré un certain nombre de ses compétences, dans les conditions déterminées par le code général des collectivités territoriales.

### Liste des maires
| Période                                  | Période                        | Identité          | Étiquette | Qualité                       |
| ---------------------------------------- | ------------------------------ | ----------------- | --------- | ----------------------------- |
| Les données manquantes sont à compléter. |                                |                   |           |                               |
|                                          |                                |                   |           |                               |
| mai 1925                                 |                                | M. Barbe          |           |                               |
|                                          |                                |                   |           |                               |
| 1984                                     | 1989                           | Édith Voutier     |           | Chevalière du mérite agricole |
|                                          |                                |                   |           |                               |
| avant 1995                               |                                | Michel Hervé      |           |                               |
|                                          |                                |                   |           |                               |
| 2001                                     | 2007                           | Michel Charleux   |           | Démissionnaire                |
| 2008                                     | mai 2020                       | Frédéric Faré,    |           |                               |
| mai 2020                                 | décembre 2022                  | Robert Rivoire    |           | Cadre retraité Démissionnaire |
| mars 2023                                | En cours (au 30 novembre 2023) | Patrick Bourdeaux |           | Artisan                       |

## Équipements et services publics

### Enseignement
La commune possède une école élémentaire publique (Les Gaudines).

## Population et société

### Démographie

#### Évolution démographique
L'évolution du nombre d'habitants est connue à travers les recensements de la population effectués dans la commune depuis 1793. Pour les communes de moins de 10 000 habitants, une enquête de recensement portant sur toute la population est réalisée tous les cinq ans, les populations de référence des années intermédiaires étant quant à elles estimées par interpolation ou extrapolation. Pour la commune, le premier recensement exhaustif entrant dans le cadre du nouveau dispositif a été réalisé en 2007.

En 2022, la commune comptait 872 habitants, en évolution de +14,59 % par rapport à 2016 (Yvelines : +2,72 %, France hors Mayotte : +2,11 %).
| 1793 | 1800 | 1806 | 1821 | 1831 | 1836 | 1841 | 1846 | 1851 |
| ---- | ---- | ---- | ---- | ---- | ---- | ---- | ---- | ---- |
| 256  | 273  | 279  | 304  | 283  | 283  | 272  | 251  | 240  |

| 1856 | 1861 | 1866 | 1872 | 1876 | 1881 | 1886 | 1891 | 1896 |
| ---- | ---- | ---- | ---- | ---- | ---- | ---- | ---- | ---- |
| 219  | 218  | 240  | 235  | 206  | 213  | 226  | 223  | 224  |

| 1901 | 1906 | 1911 | 1921 | 1926 | 1931 | 1936 | 1946 | 1954 |
| ---- | ---- | ---- | ---- | ---- | ---- | ---- | ---- | ---- |
| 237  | 197  | 201  | 194  | 188  | 195  | 168  | 180  | 212  |

| 1962 | 1968 | 1975 | 1982 | 1990 | 1999 | 2006 | 2007 | 2012 |
| ---- | ---- | ---- | ---- | ---- | ---- | ---- | ---- | ---- |
| 205  | 209  | 260  | 569  | 601  | 615  | 692  | 703  | 695  |

| 2017 | 2022 | - | - | - | - | - | - | - |
| ---- | ---- | - | - | - | - | - | - | - |
| 794  | 872  | - | - | - | - | - | - | - |

#### Pyramide des âges
En 2018, le taux de personnes d'un âge inférieur à 30 ans s'élève à 37,3 %, soit en dessous de la moyenne départementale (38,0 %). De même, le taux de personnes d'âge supérieur à 60 ans est de 20,7 % la même année, alors qu'il est de 21,7 % au niveau départemental.
En 2018, la commune comptait 394 hommes pour 418 femmes, soit un taux de 51,48 % de femmes, légèrement supérieur au taux départemental (51,32 %).
Les pyramides des âges de la commune et du département s'établissent comme suit.
| Hommes | Classe d’âge | Femmes |
| ------ | ------------ | ------ |
| 0,0    | 90 ou +      | 1,0    |
| 4,7    | 75-89 ans    | 4,7    |
| 16,9   | 60-74 ans    | 14,2   |
| 21,3   | 45-59 ans    | 17,6   |
| 21,6   | 30-44 ans    | 23,5   |
| 14,0   | 15-29 ans    | 16,1   |
| 21,5   | 0-14 ans     | 22,9   |

| Hommes | Classe d’âge | Femmes |
| ------ | ------------ | ------ |
| 0,6    | 90 ou +      | 1,4    |
| 6      | 75-89 ans    | 7,8    |
| 13,5   | 60-74 ans    | 14,8   |
| 20,7   | 45-59 ans    | 20,1   |
| 19,6   | 30-44 ans    | 19,9   |
| 18,5   | 15-29 ans    | 16,8   |
| 21,2   | 0-14 ans     | 19,2   |

## Économie
- Agriculture
- Tourisme
- Commune résidentielle

## Culture locale et patrimoine

### Lieux et monuments
- Le château de Launay  Inscrit MH (1964, Façades et toitures ; douves et sol de la cour ; allée axiale avec ses plantations et parc)[30] : 
Il aurait été, d'après la légende, construit par les Anglais au Moyen Âge. Modifié à de nombreuses reprises, il prend son aspect actuel en 1642 sous la houlette de Claude de Bullion. Après avoir été la propriété de la famille Caruel de Saint-Martin tout au long du XIXe siècle, il devient la propriété de Bernard Buffet avant d'être transformé en un établissement hôtelier de prestige. C'est aujourd'hui un hôtel 4 étoiles relativement réputé.
- L'église Saint-Martin date du XIIe siècle.
On peut y voir encore des morceaux de vitraux de l'époque, divers tableaux et une statue en bois de son saint patron. 
Elle abrite la pierre tombale d'Antoine de Mesnil-Simon, décédé en 1584. 
Une première cloche a été baptisée en 1762. La cloche actuelle a été bénite en 1826[réf. nécessaire].
- Une partie du Zoo de Thoiry s'étend sur la commune.

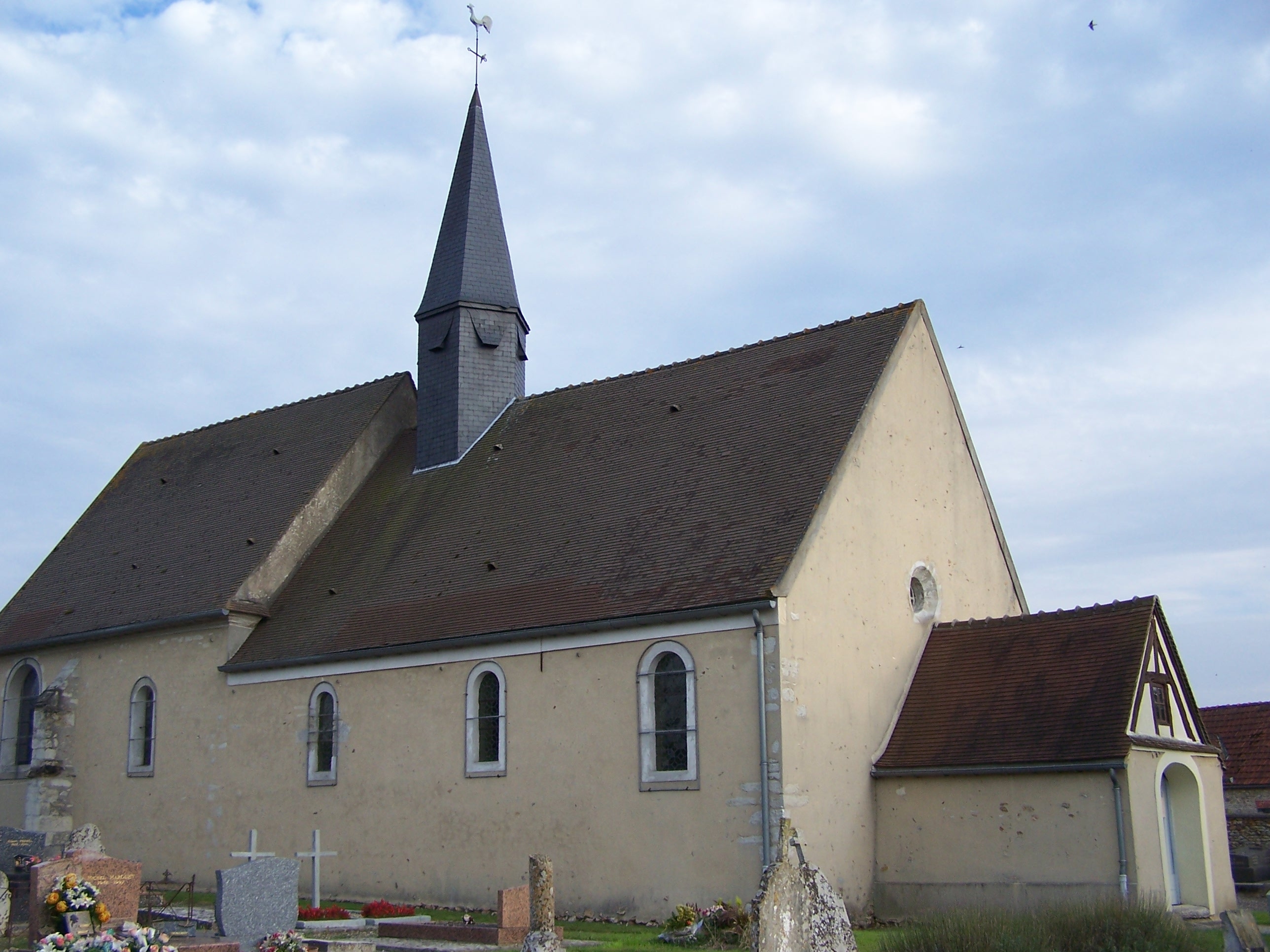
L'église saint-Martin.
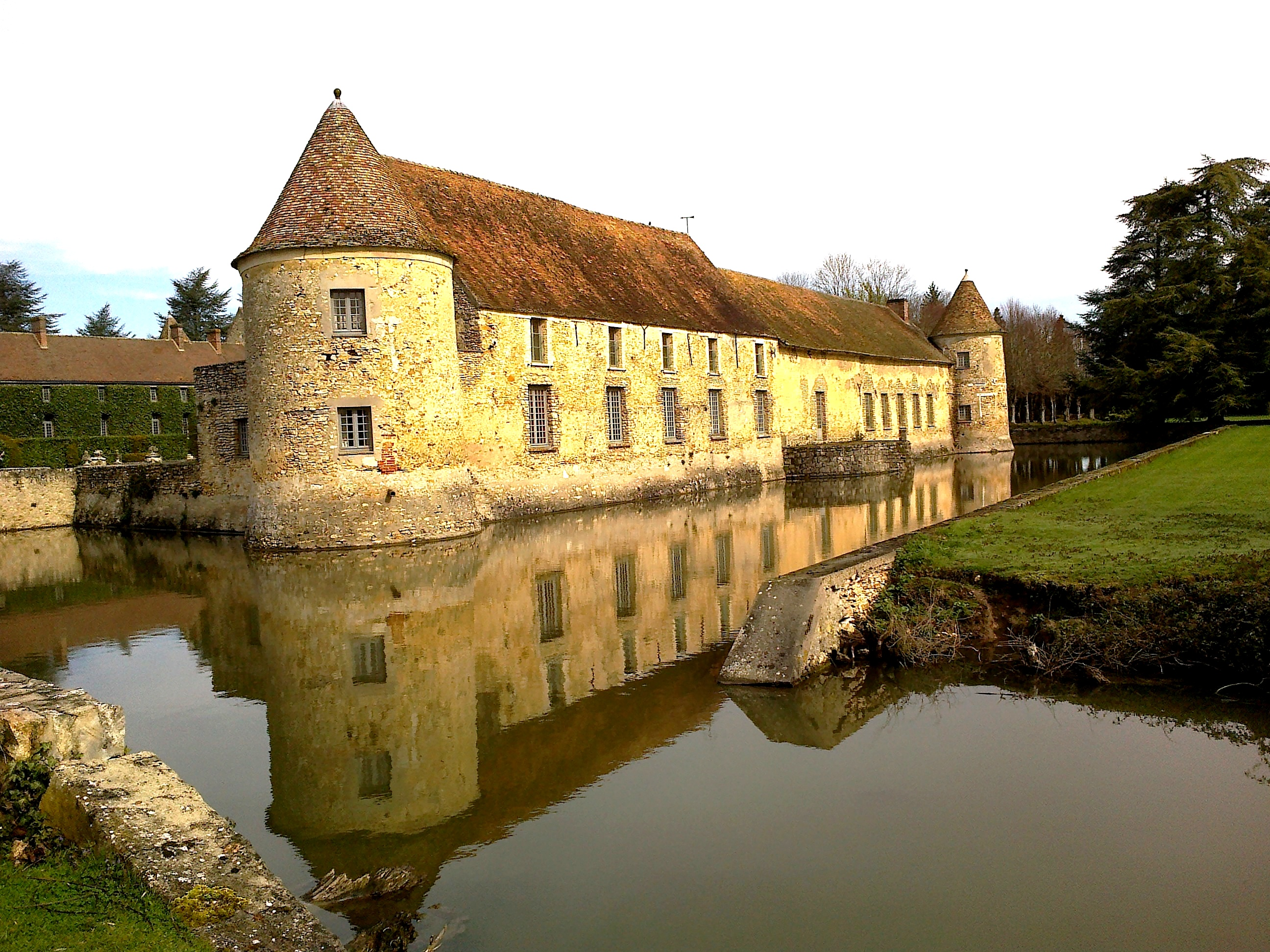
Le château de Launay.
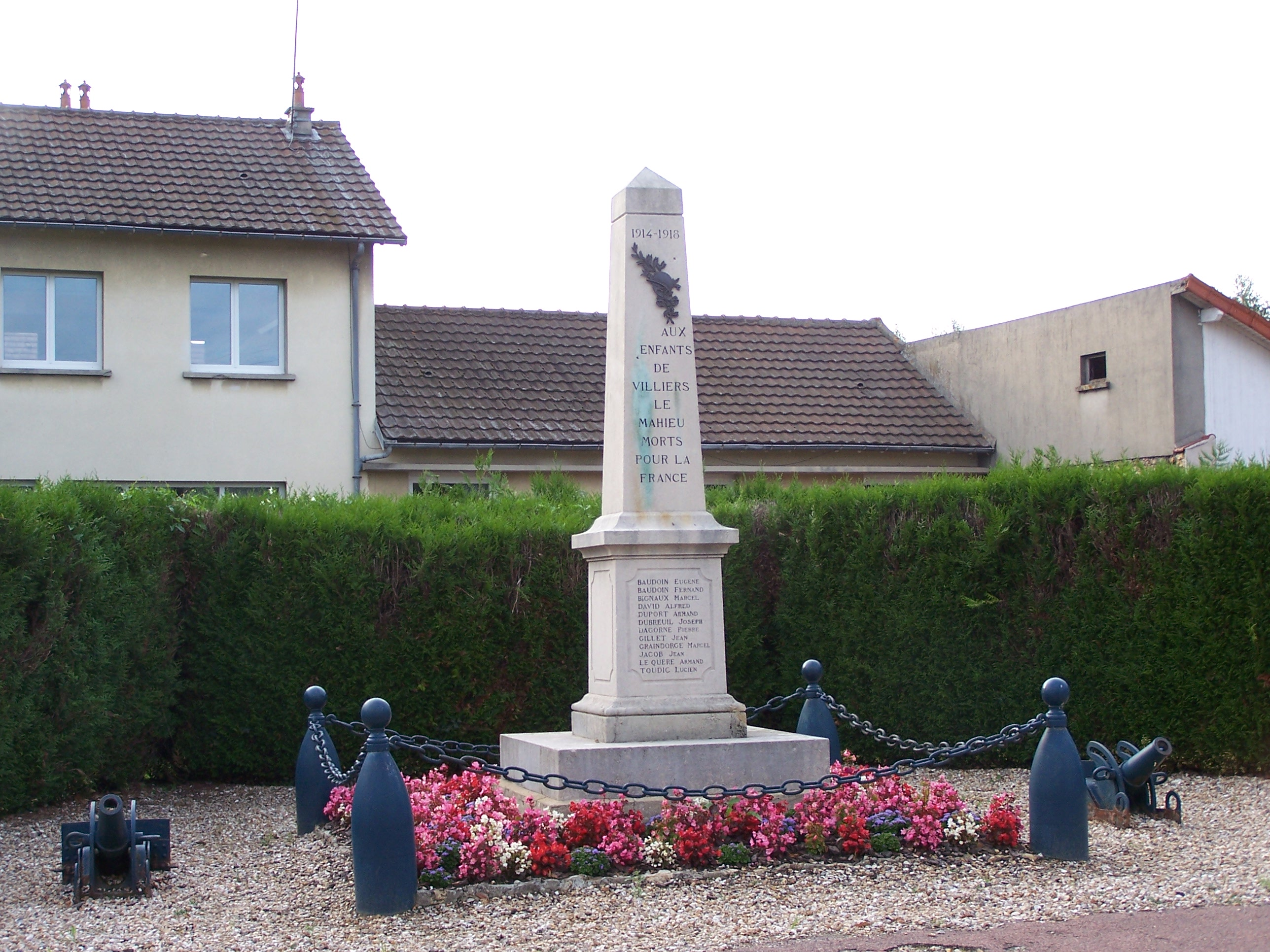
Le monument aux morts.
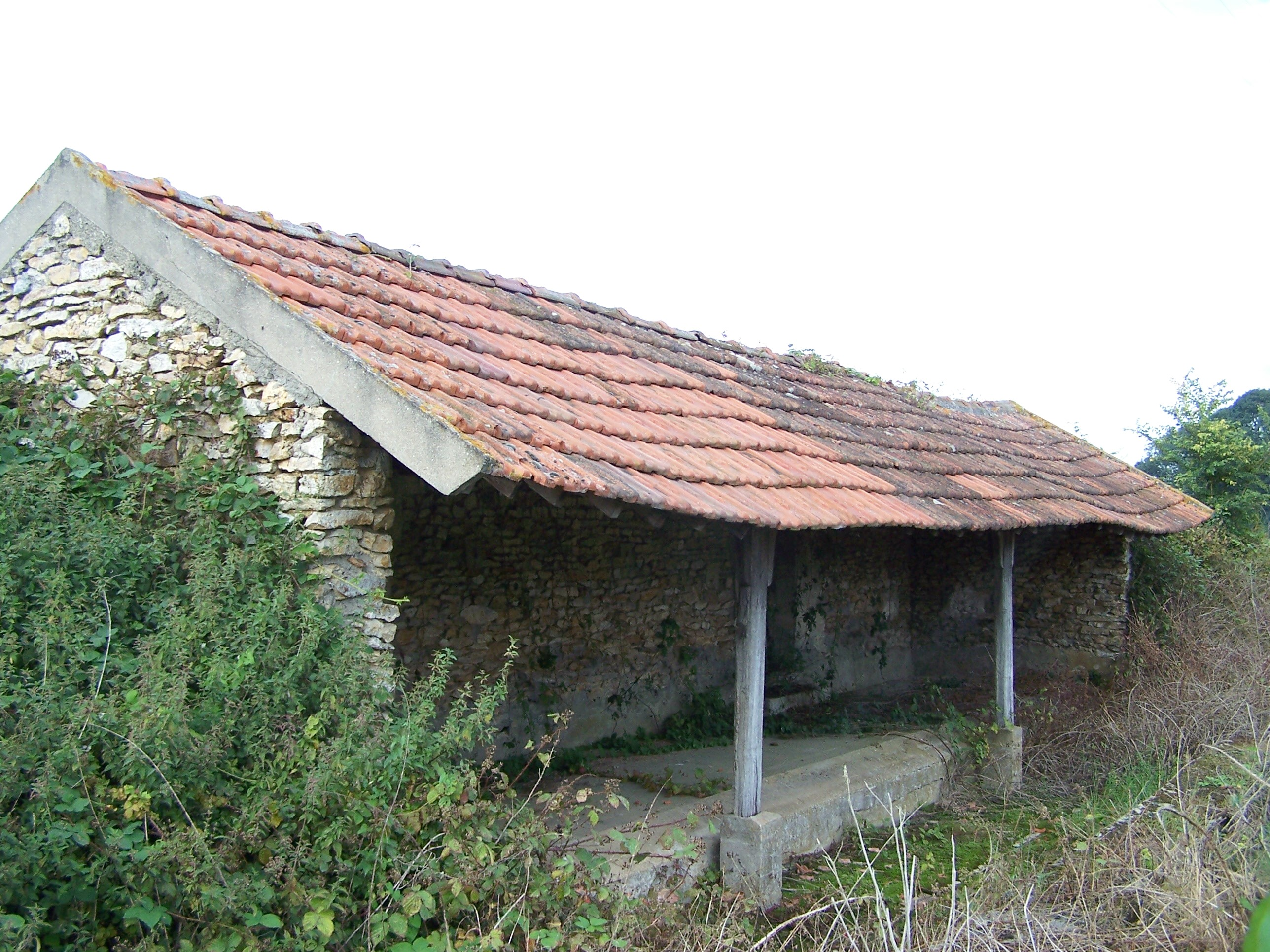
Le lavoir de Boulaincourt.

### Personnalités liées à la commune
- Bernard Buffet (1928-1999), peintre français expressionniste, a séjourné au château de Launay de 1971 à 1979[31].
- Bruno Gollnisch (1950), homme politique et juriste, habite à Villiers[32].